# Vladislav Litovka
Vladislav Litovka –en ruso, Владислав Литовка– (4 de enero de 1992) es un deportista ruso que compite en piragüismo en la modalidad de aguas tranquilas. En los Juegos Europeos de Minsk 2019 obtuvo una medalla de bronce en la prueba de K2 1000 m.

## Palmarés internacional
| Juegos Europeos | Juegos Europeos     | Juegos Europeos   | Juegos Europeos |
| Año             | Lugar               | Medalla           | Competición     |
| --------------- | ------------------- | ----------------- | --------------- |
| 2019            | Minsk (Bielorrusia) | Medalla de bronce | K2 1000 m       |